# 札格纳特寺 (普里)
札格纳特寺（Shree Jagannath Temple）是一座重要的印度教寺庙，供奉毗湿奴的一个化身札格纳特，位于印度东海岸奥里萨邦的普里。目前的寺庙从10世纪开始，由东恒伽王朝的建立者阿南泰伐摩·朱达恒伽提婆创建。

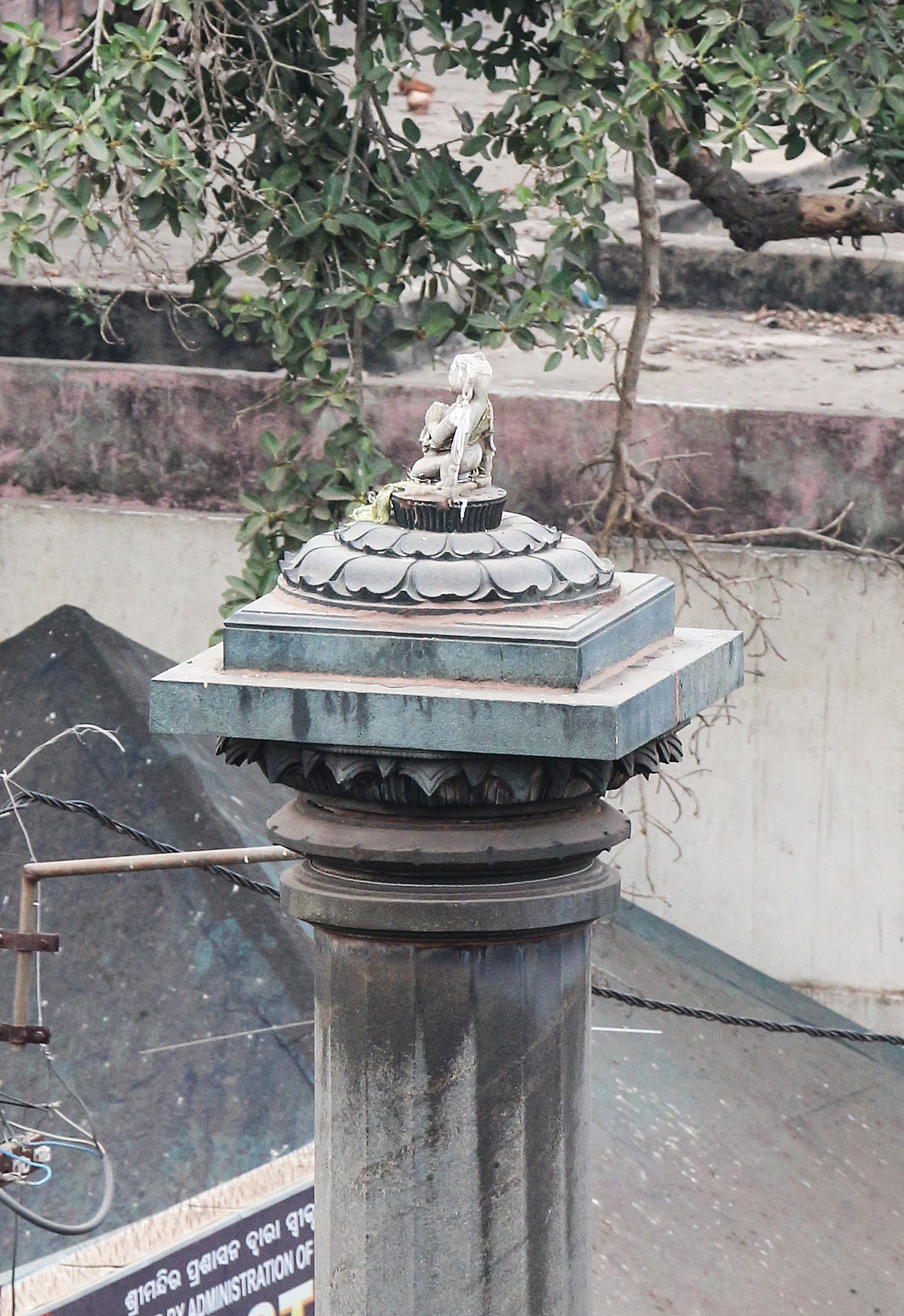
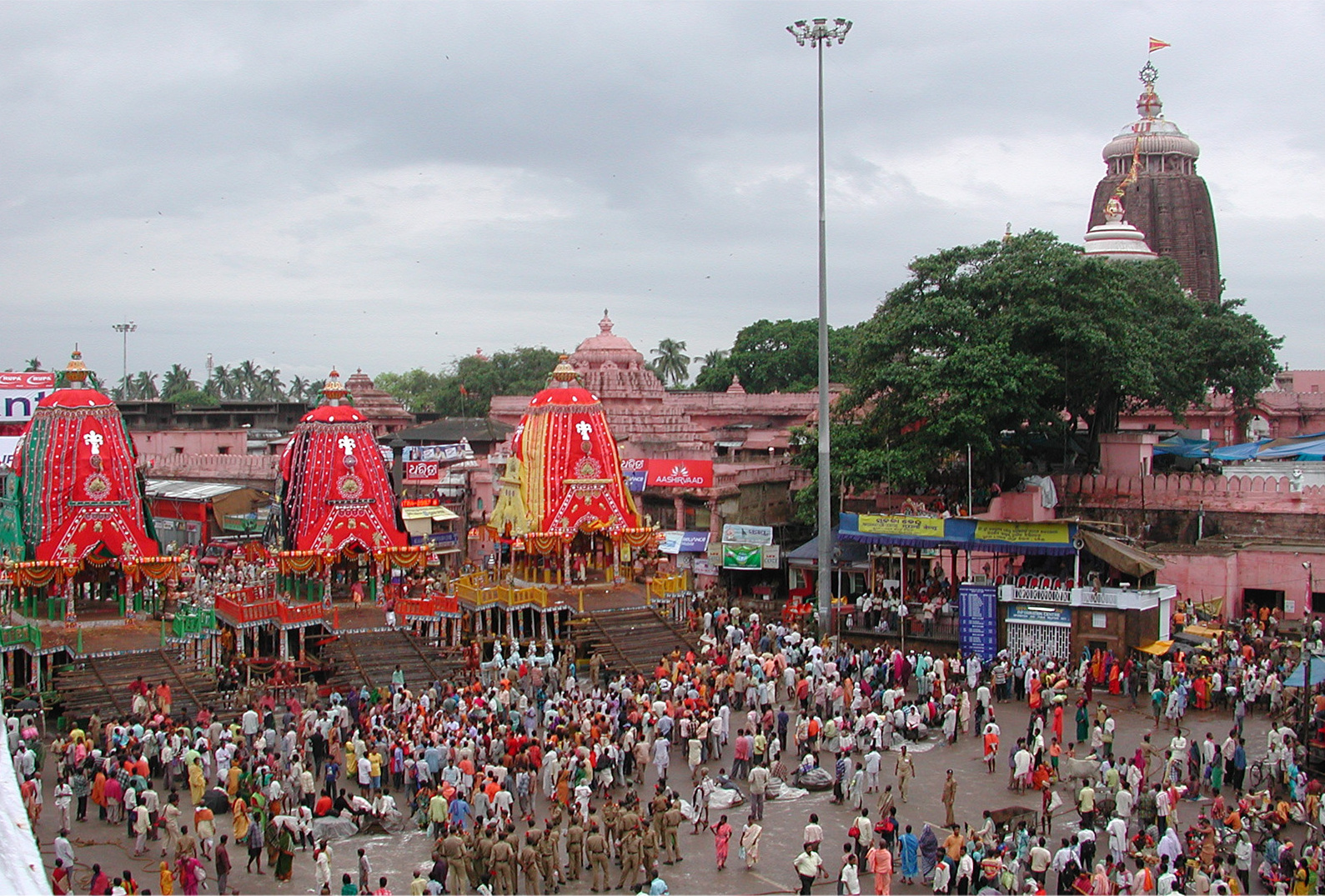

札格纳特寺以其每年一度的乘車節而著名。。

## 进入
非印度教徒不得进入寺庙。 不允许进入的游客可以从附近的拉格胡南丹图书馆（Raghunandan Library）的屋顶观看寺庙，以及在寺庙正门朝拜神像。
寺庙的开放时间为凌晨 5：00 至午夜。与许多其他寺庙不同，信徒可以四处走动，包括神像后面。

## 查尔达姆
该庙是印度教查尔达姆（四大圣地）之一，分别位于印度的四个角落：东方是普里的札格纳特寺，南方是泰米尔纳德邦拉梅斯沃勒姆的拉马纳塔斯瓦米寺（Ramanathaswamy Temple）, 西方是古吉拉特邦的德瓦尔卡。德瓦卡迪什寺（Dwarkadheesh temple） ，以及北方北阿坎德邦巴德里纳特普里的巴德里纳特寺（Badrinath Temple）。印度教徒认为穿越印度四角的旅程是神圣的，渴望在有生之年参观一次这些寺庙。传统上，行程从东端的普里开始，以顺时针方向进行。。

## 建筑
这个巨大的寺庙建筑群占地超过37,000平方米，周围是高达6.1米的围墙。它包含至少120个寺庙，是印度最宏伟的古迹之一。

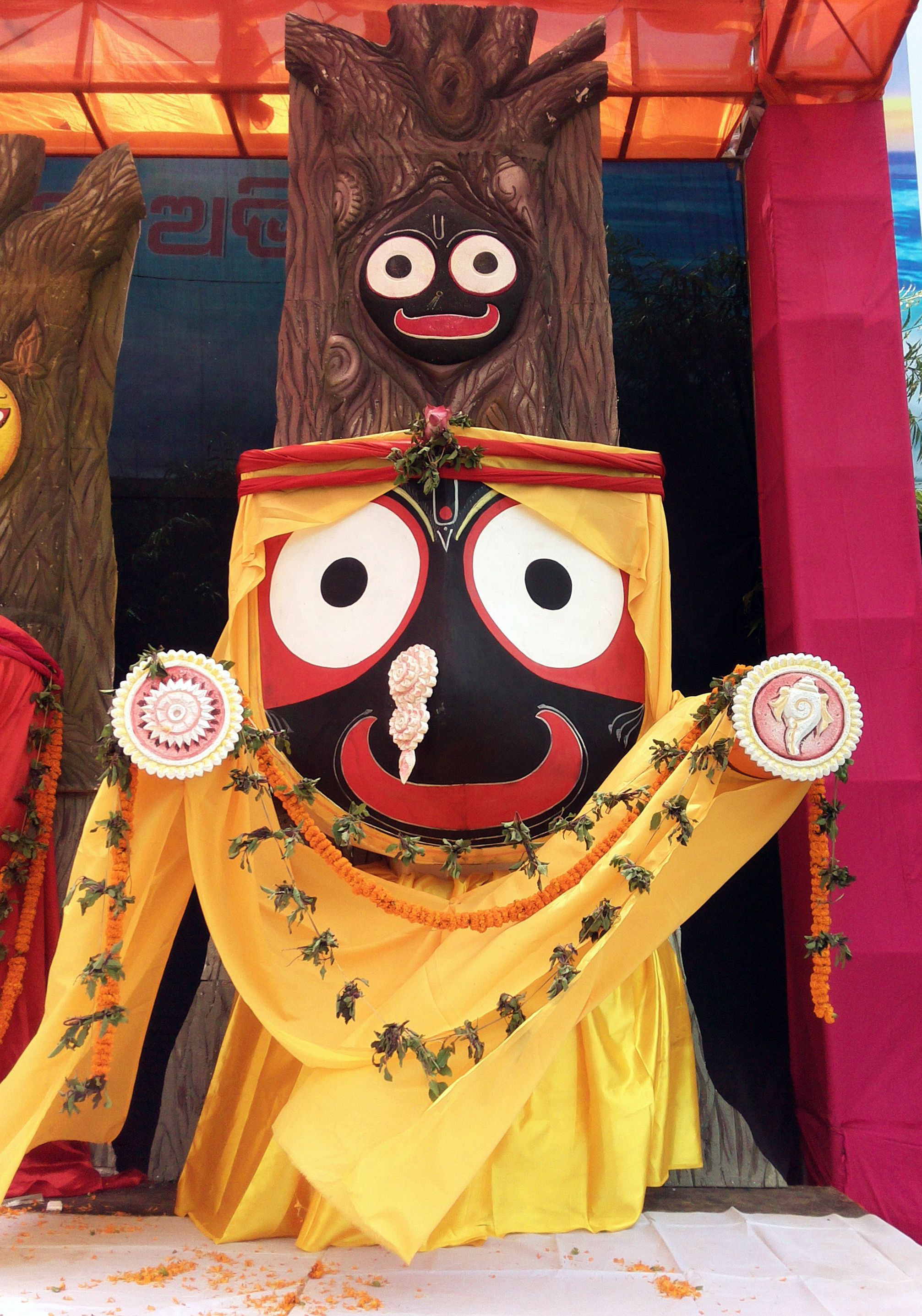
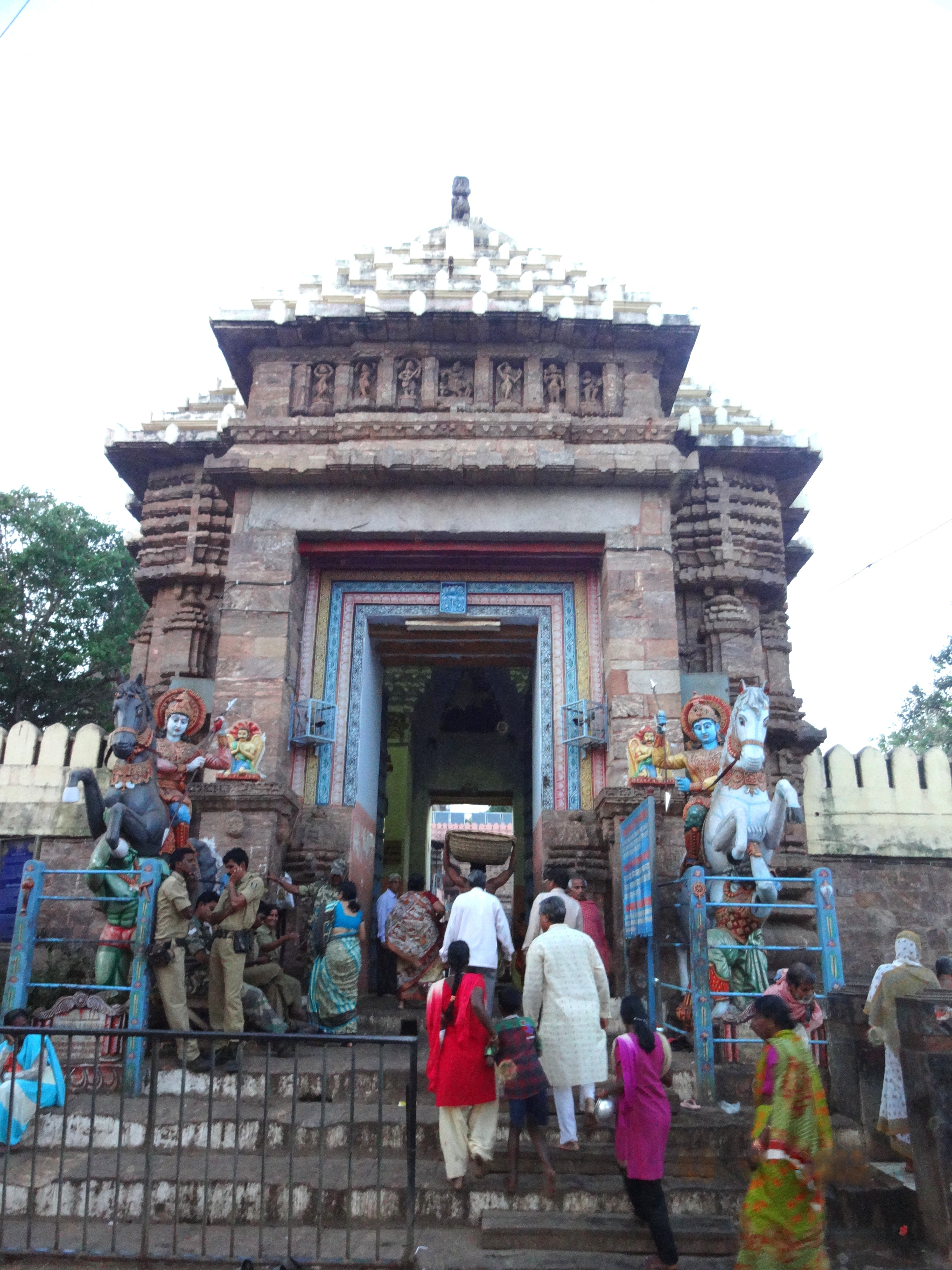
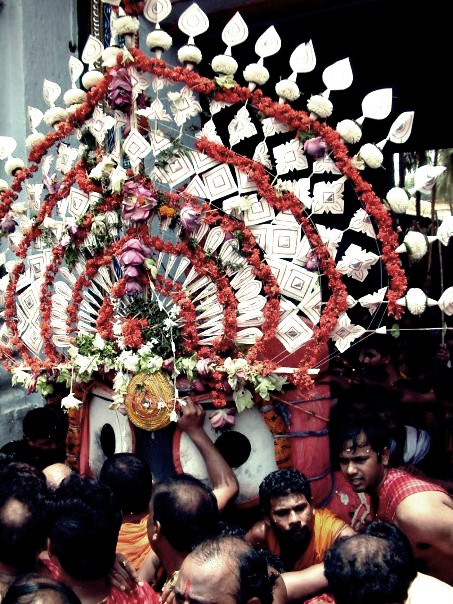
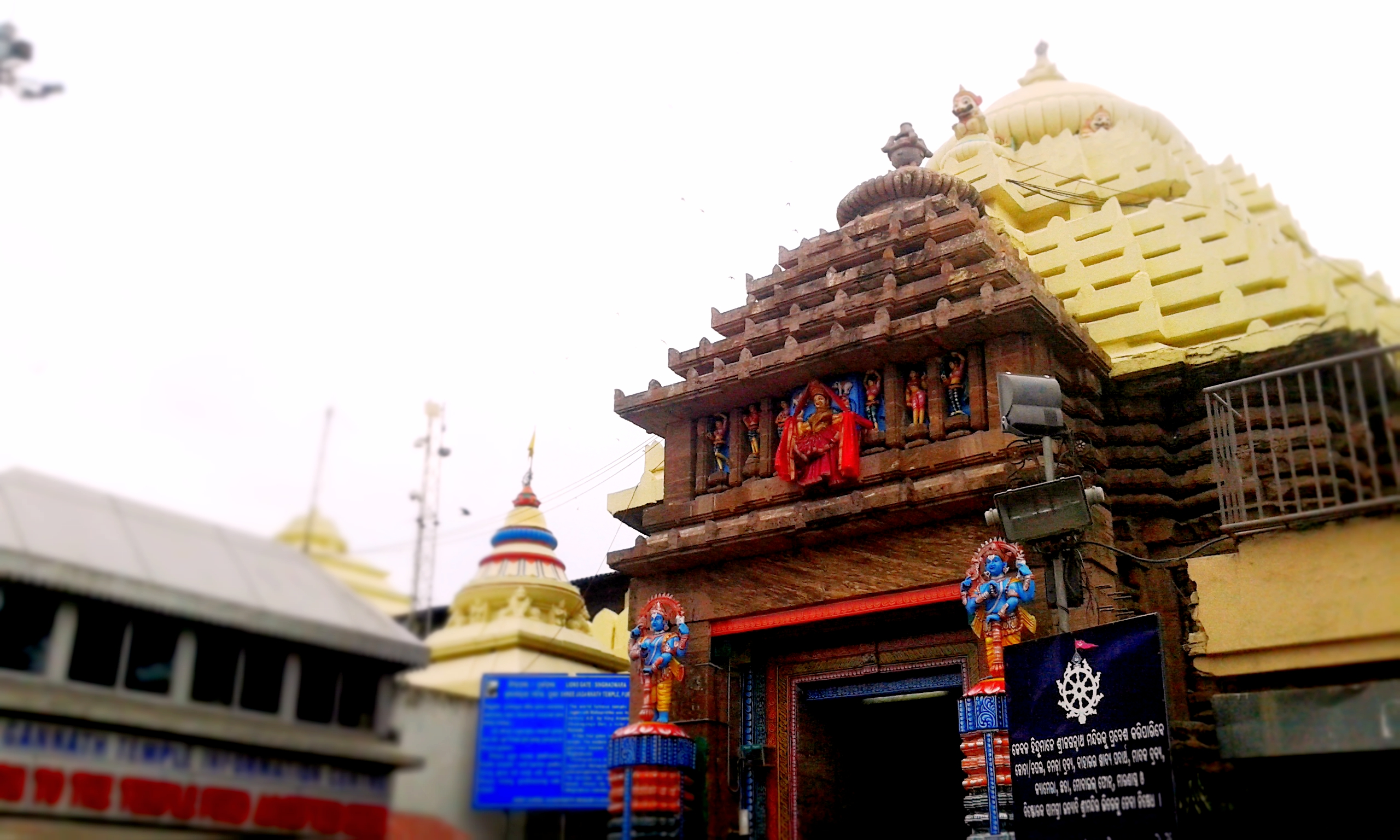
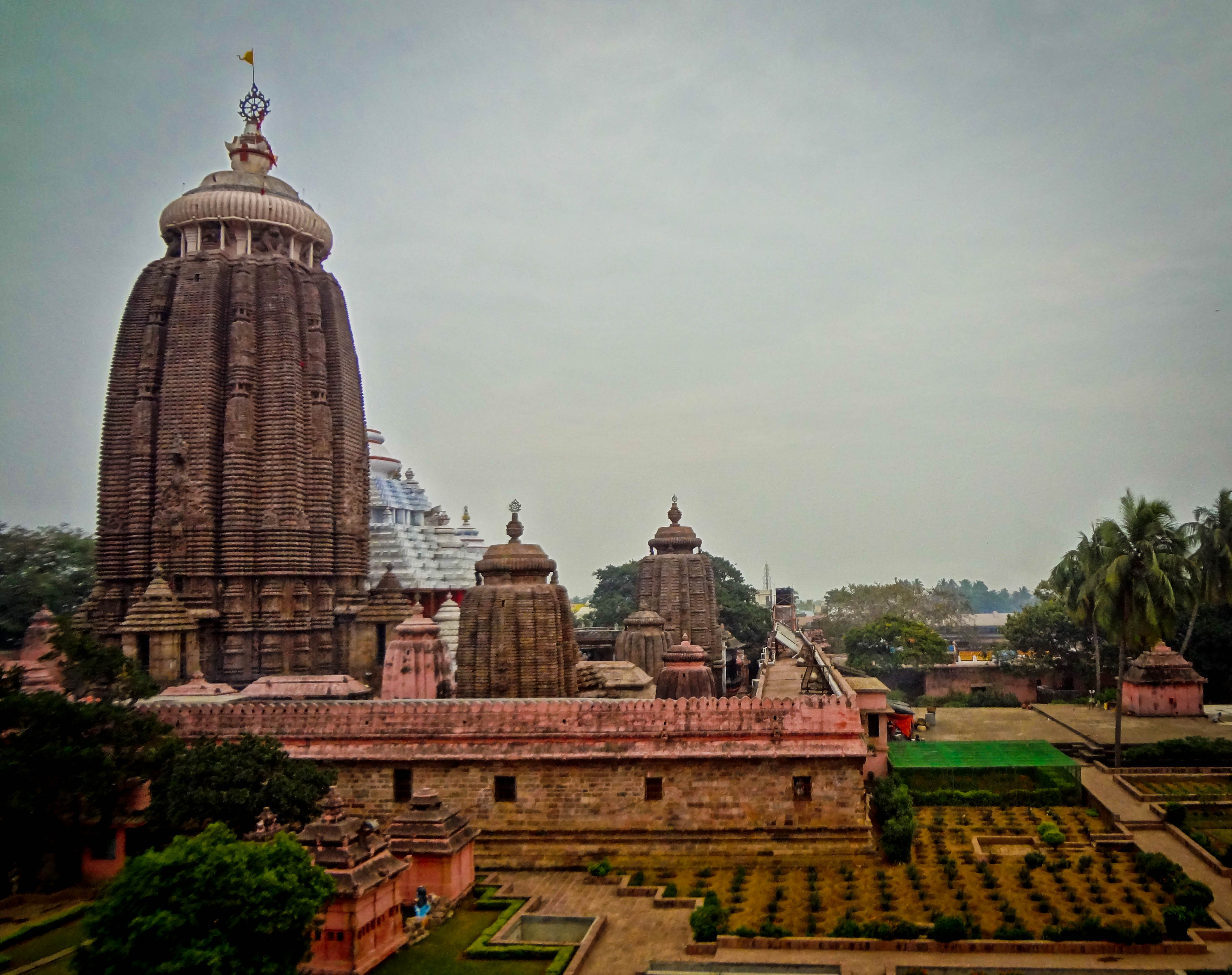
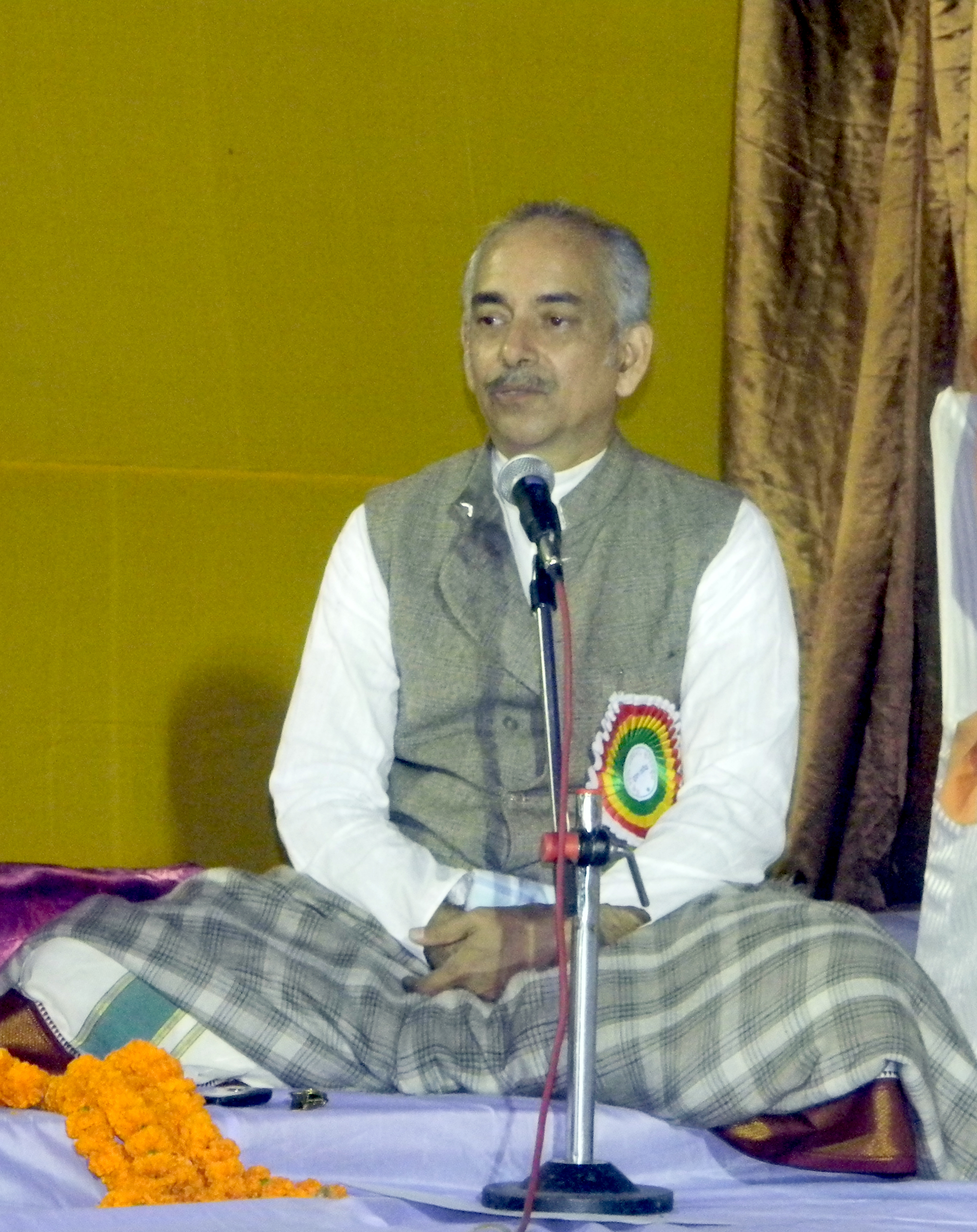
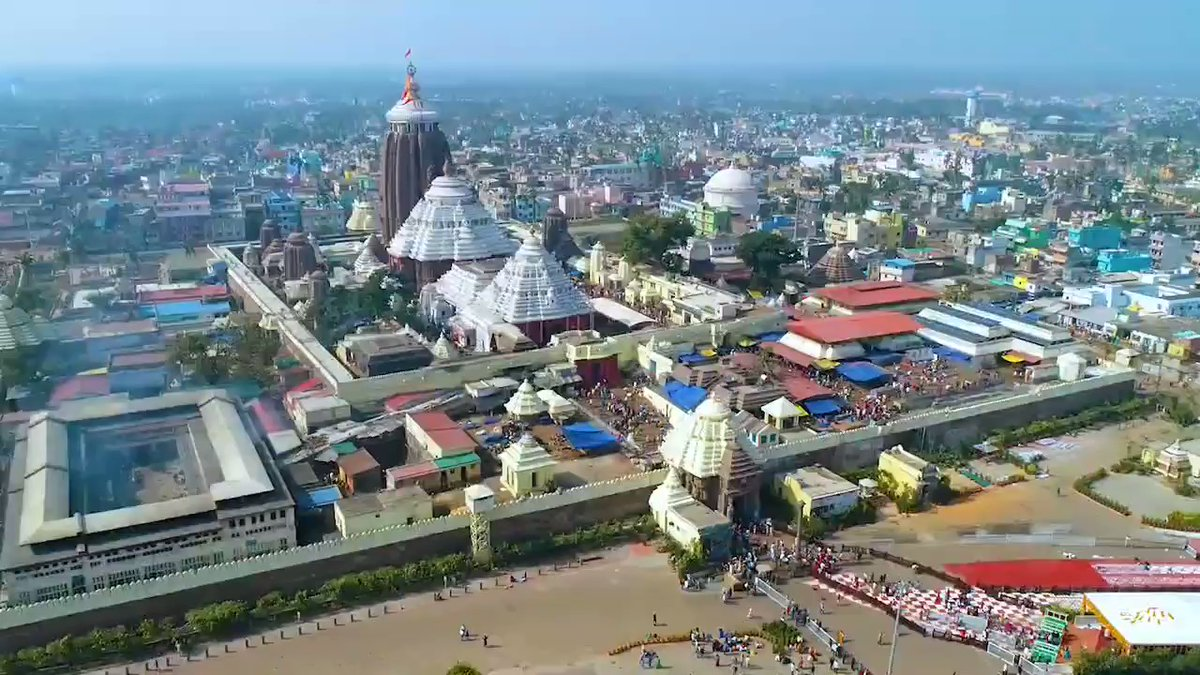